# Wilhelm Mohr (Journalist)
Wilhelm Mohr (* 3. Dezember 1838 in Münstereifel; † 25. November 1888 in Obernigk in Schlesien) war deutscher Journalist und als solcher ein langjähriger Mitarbeiter der Kölnischen Zeitung.

## Leben
Wilhelm Mohr wurde als Sohn eines Gymnasiallehrers geboren, studierte in Bonn Theologie, wechselte aber nach bestandener erster Prüfung zur Philologie und promovierte 1863 über Sophokles. 1864 fand er in Köln am Marzellengymnasium als Lehrer eine Anstellung.
Seine kunstkritische und musikalische Begabung war der Anlass einer näheren Verbindung mit der „Kölnischen Zeitung“, infolge deren er 1868 seine amtliche Stellung aufgab, um von nun an seine Kräfte ausschließlich dieser Zeitung zu widmen. Seine dort erschienenen Artikel (durch ein Posthörnchen markiert) deuteten auf sein schriftstellerisches Talent hin.
Er weilte als Berichterstatter 1869 bis 1871 in Rom und Florenz, 1874/1875 in Spanien, wo er im Gefolge des Königs Alfons XII. die Feldzüge gegen die Karlisten mitmachte, und von wo aus er 1875 einen Streifzug längs der Westküste von Marokko unternahm.
Im August 1876 schrieb er aus Bayreuth an die Kölnische Zeitung die Briefe eines Patronatsherrn. Marokko sah er im folgenden Jahr in Begleitung einer deutschen Gesandtschaft wieder und lieferte aus der Residenz des Sultans Mulai al-Hassan I. farbenreiche Schilderungen (Eine Reise in die Barbarei).
Von Ende 1877 bis Anfang 1879 weilte er wieder in Rom, um dann nach Berlin überzusiedeln, dessen Emporstreben auf allen Gebieten er in Briefen lebendig schilderte.
1883 besuchte Wilhelm Mohr Amerika, um als Vertreter der Kölnischen Zeitung der Eröffnung der nördlichen Pazifikbahn beizuwohnen, verweilte danach wieder ein Jahr in Italien (Turiner Ausstellung 1884), nahm dann einen längeren Aufenthalt in Paris, besuchte London und berichtete 1885 über die Antwerpener Weltausstellung. Diese Ausstellungsberichte ließen den Plan in ihm reifen, die gesamte deutsche Industrie in den Bereich seiner Darstellung zu ziehen.
Seine Tätigkeit in dieser Richtung wurde jedoch nach gelobten Anfängen durch ein unerwartet auftretendes Gehirnleiden gehemmt, gegen das er in der Heilanstalt zu Obernigk vergeblich Heilung suchte.

## Werke
In Buchform erschienen von Wilhelm Mohr: 
- Das Gründertum in der Musik. Ein Epilog zur Baireuther Grundsteinlegung. Köln 1872.
- Achtzehn Monate in Spanien. Köln 1876.
- Richard Wagner und das Kunstwerk der Zukunft im Lichte der Baireuther Aufführung. Köln 1876.
- Mit einem Retourbillet nach dem Stillen Ozean. Stuttgart 1884.
- Antwerpen. Die allgemeine Ausstellung in Briefen an die Kölnische Zeitung. Köln 1885.